# 산즈완

산즈완의 위치

산즈완(몰타어: San Ġwann)은 몰타의 도시로 면적은 2.6km2, 인구는 13,063명(2010년 기준), 인구 밀도는 5,000명/km2이다. 도시 이름은 몰타어로 "성(聖) 요한"을 뜻한다.

시기